# تشاك فيني
تشاك فيني (بالإنجليزية: Chuck Feeney)‏ من مواليد 23 أبريل سنة 1931  هو رجل أعمال ايرلندي وأمريكي الجنسية، وهو المؤسس المشارك لشركة «السوق الحرة للمتسوقين» وأحد أكبر المتبرعين في المجال الخيري ودعم العمل الإنساني ومؤسس خيرية الأطلسي "The Atlantic Philanthropies"، التي تعتبر واحدة من أكبر المؤسسات الخيرية الخاصة في العالم.
في 7 نوفمبر 1960 بدأت أول اختراقاته الإستثمارية العالمية من هونغ كونغ، وتوسع في وقت لاحق إلى أوروبا وغيرها من القارات.وكذلك عندما حصل على امتياز حصري للمبيعات معفاة من الرسوم الجمركية في هاواي، والسماح لشركته بتسويق منتجاتها للمسافرين اليابانيين.

## الحياة الشخصية
تشاك فيني، هو مواطن مزدوج الجنسية الايرلندية والأمريكية، ولد في ولاية نيو جيرسي خلال فترة الكساد الكبير، وجاء من وسط متواضع.
بدأ حياته المهنية سنة 1950 ببيع خمور معفاة من الرسوم الجمركية لأفراد البحرية في موانئ البحر الأبيض المتوسط بموانئ البحر الأبيض المتوسط.
تخرج من كلية الحقوق بجامعة كورنيل لإدارة الفنادق.
في عام 2010 حصل على جائزة أيقونة كورنيل للصناعة.
في عام 2012، جميع جامعات ايرلندا، في الشمال والجنوب، تمنح بالاشتراك شهادة دكتوراه فخرية في القانون لفيني تشاك.
لفيني تشاك أربع بنات وابن واحد. وقد تزوج مرتين. زوجته الأولى، اسمها دانيال، وهي فرنسية الأصل. وزوجته الثانية تدعى هيلغا.

## العمل الخيري

### فلسفة الحياة
طور تشاك فيني ثروة مالية تقدر بأكثر من 6.3 مليار دولار. بينما هو في نفس الوقت لا يملك سيارة، بينما يفضل التنقل بالدراجة السياحية ويستخدم مترو الانفاق أو سيارة الأجرة للتنقل. ويعيش في شقة مستأجرة. ويحمل «تشاك فيني» في يده ساعة رقمية لا يزيد سعرها على 15 دولار ويرتدي أبسط الملابس. يظنه الناس في جولاته أنه مجرد سائح أمريكي عادي. كما يفضل مطاعم الوجبات الشعبية على المطاعم الفخمة.

### التبرع
أسس تشال فيني مؤسسة أتلانتيك" الخيرية الخاصة، التي تركز على المجال الخيري والدفع بالعمل التطوعي في سبيل الإنسانية، حيث قام فيني بوضع معظم أمواله في هذه المؤسسة الخيرية، حيث عمل على توزبع 99% من ثروته التي تبلغ 6.3 مليار، في مجالات تهتم بالتعليم والرعاية الصحية والشباب والشيخوخة والفقر وحقوق الإنسان.